# Calomyscus tsolovi
Calomyscus tsolovi је врста глодара из породице Calomyscidae.

## Распрострањење
Врста је присутна у Сирији.

## Станиште
Станишта врсте су полупустиње и пустиње.

## Угроженост
Подаци о распрострањености ове врсте су недовољни.